# Operophtera fagata
Operophtera fagata là một loài bướm đêm trong họ Geometridae.

## Hình ảnh

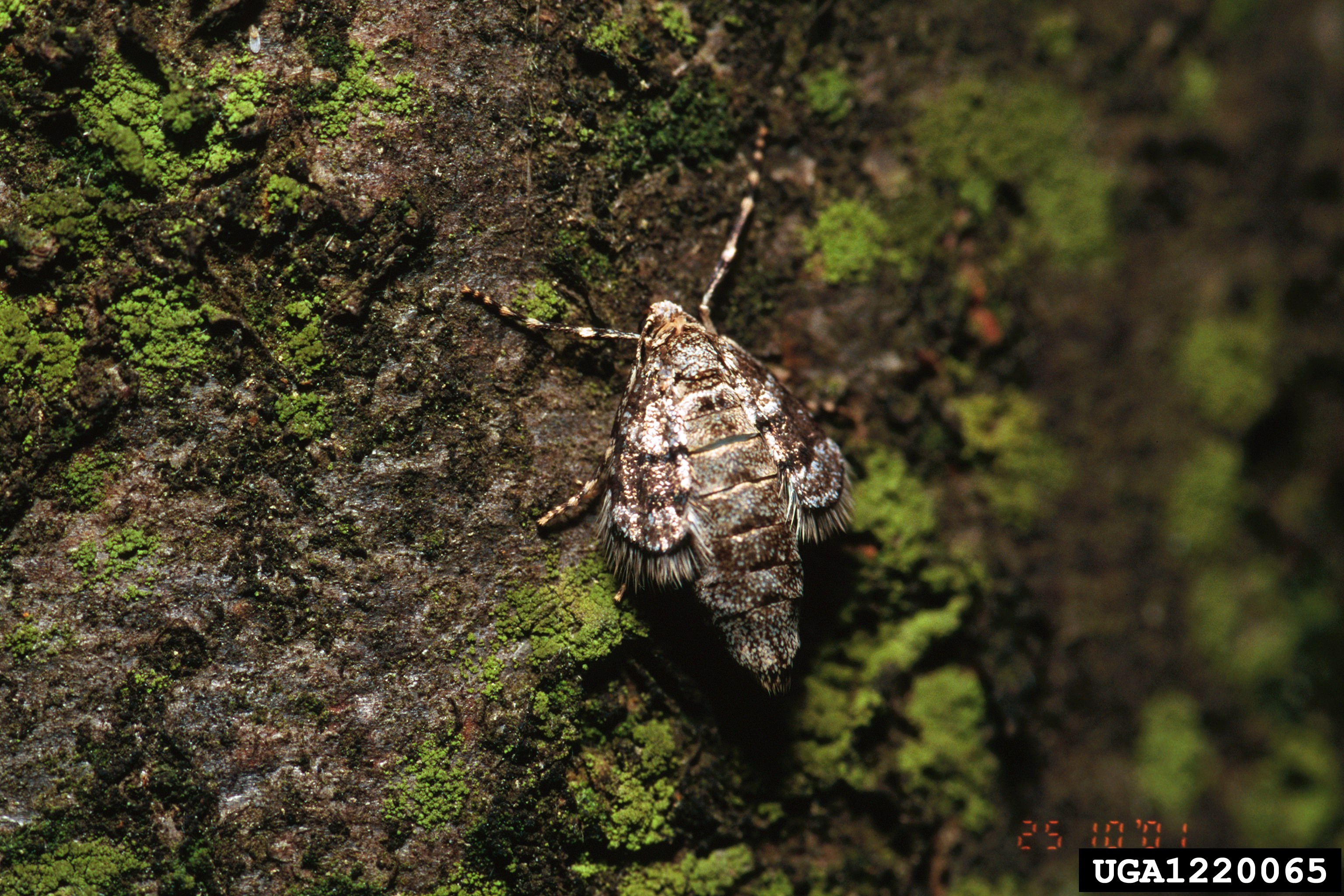
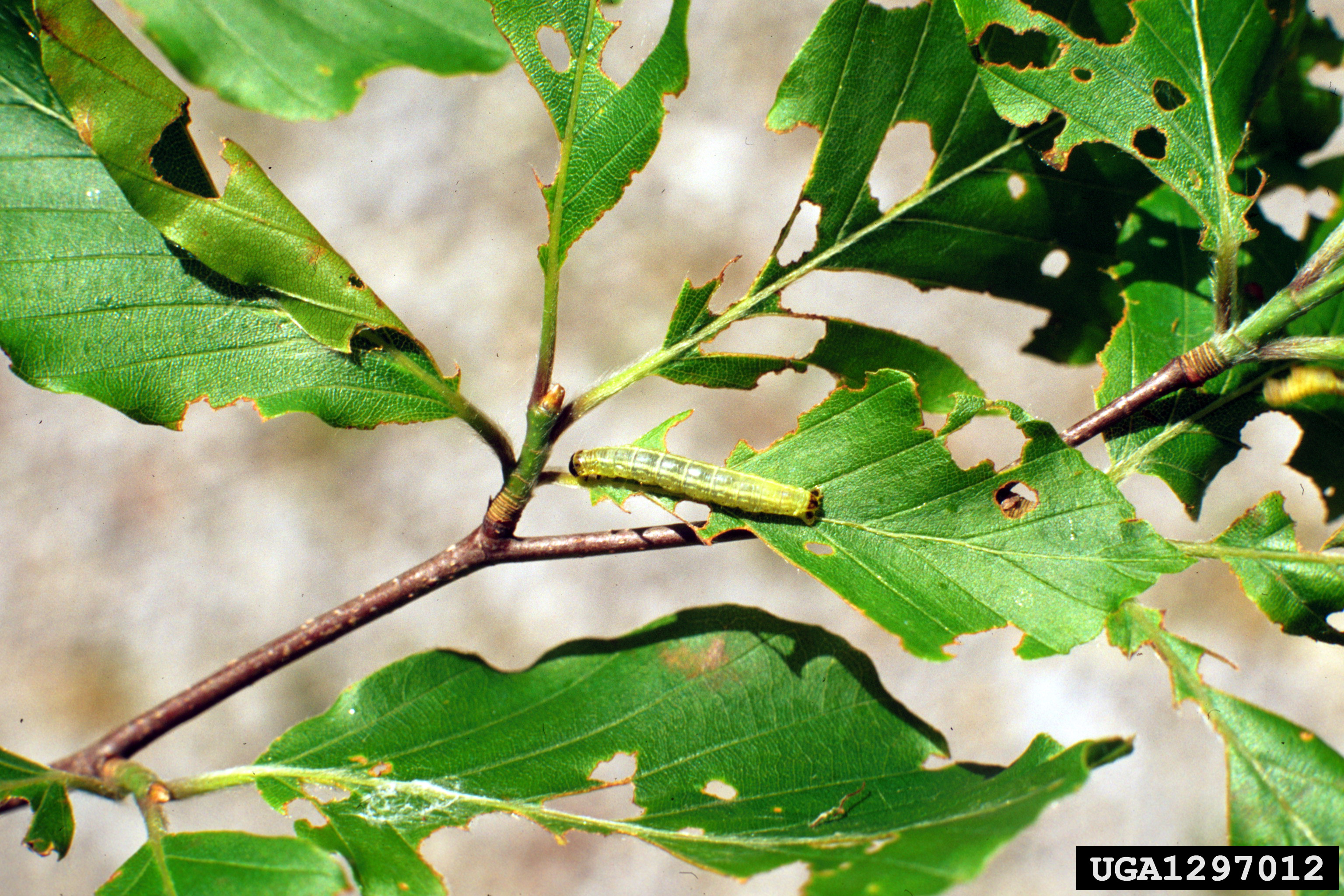
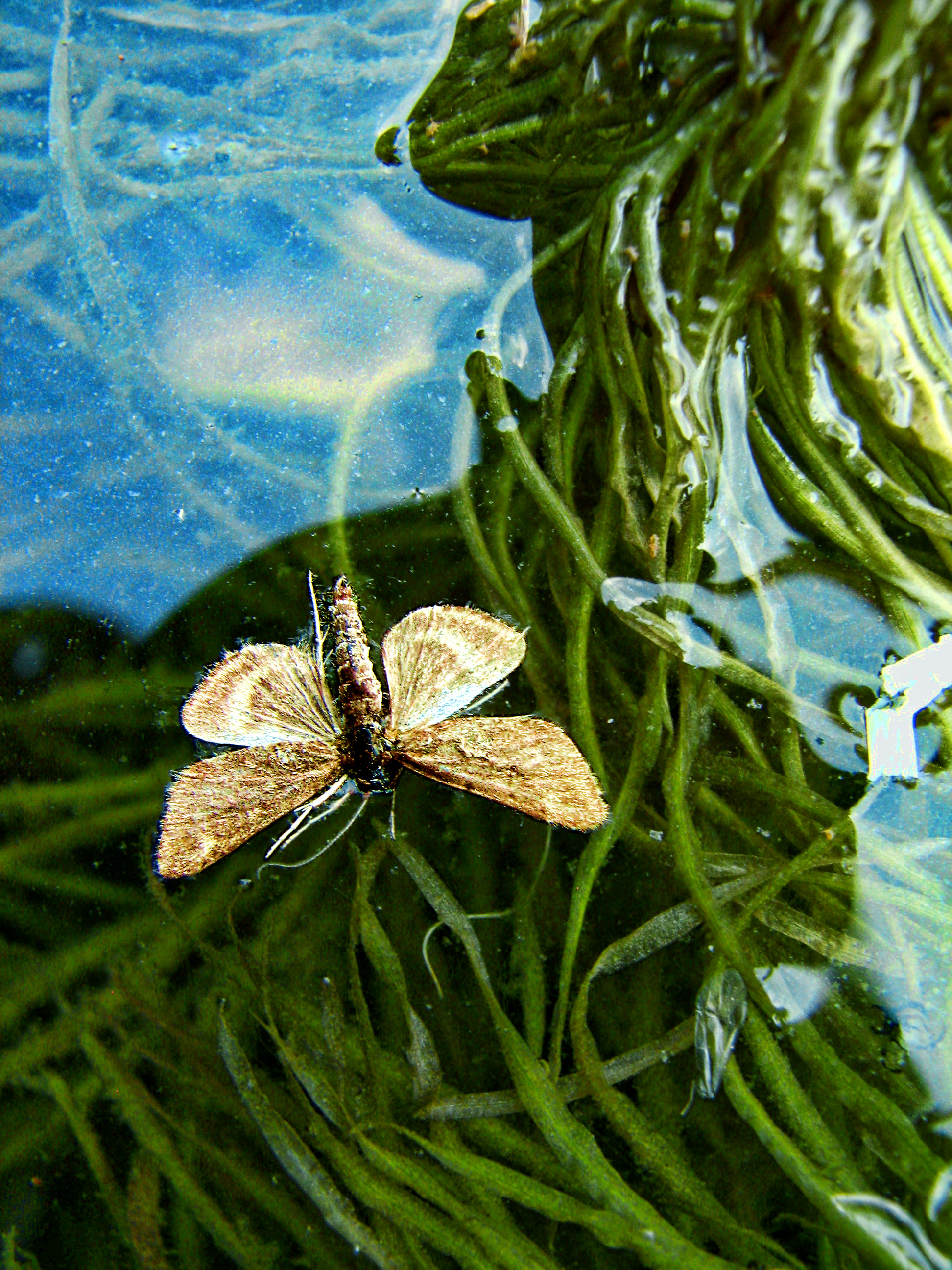
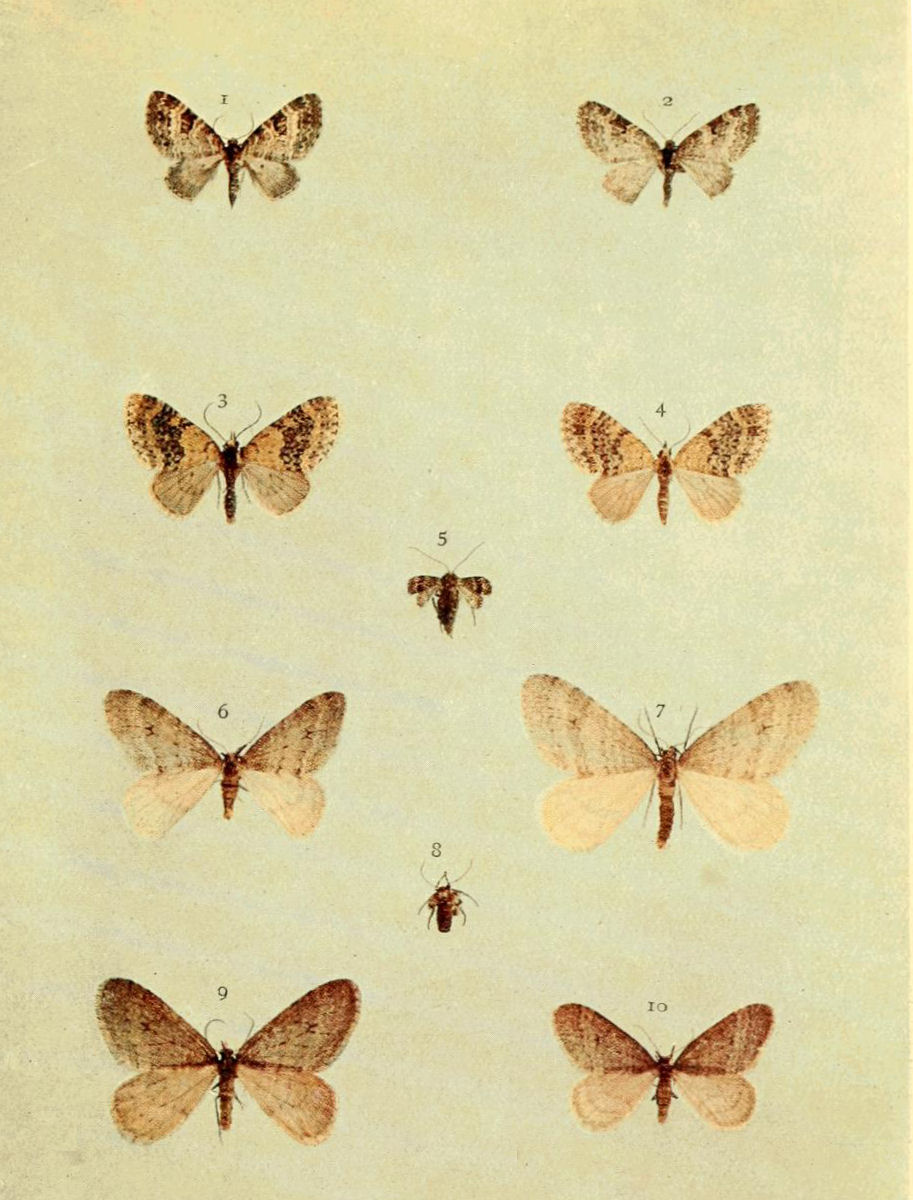